# Agile-маркетинг
Agile-маркетинг (англ. Agile marketing, гибкий маркетинг) — метод гибкого планирования маркетинговых стратегий. Заключается в отказе от классических долгосрочных планов по развитию и расходованию маркетингового бюджета в пользу коротких итераций и возможности внести изменения в стратегию в любой момент времени.

## История появления
Agile-маркетинг появился как результат переосмысления гибкой методологии разработки. Разработчики программного обеспечения первыми ощутили необходимость отказаться от составления планов на длительный срок, которые быстро теряли актуальность. Так появились agile-методы, суть которых — сделать разработку гибкой и менять первоначальные планы, если это пойдёт на пользу продукту и заказчику. В 2001 году принципы гибкой методологии были сформулированы в манифесте.
Маркетологи также осознавали сложность работы с долгосрочными планами. С классическим планированием на длительные сроки было трудно оперативно реагировать на изменение интересов потребителей. В попытках решить эту проблему, Скотт Бринкер обратил внимание на agile-методы и, переосмыслив их, первыми сформулировал 6 идей для будущего манифеста agile-маркетинга. Его окончательная версия была создана при участии собравшихся на конференции SprintZero: The Physics of Agile Marketing и там же — презентована.

## Манифест agile-маркетинга[3]
1. Аналитика вместо мнений и условностей. Agile-маркетинг — это непрерывное исследование клиента, внедрение нужных изменений и измерение результатов.
2. Сотрудничество, ориентированное на клиента, вместо иерархии. На первом месте — потребности клиента. На их удовлетворение нацелена работа всех отделов и департаментов. Как итог — нет соперничества и внутренних конфликтов.
3. Адаптивные и итерационные кампании вместо объемных и сложных. Сложные и объёмные кампании — классические маркетинговые планы на длительный срок, которые не меняются после утверждения. Минус таких кампаний в том, что, если интересы потребителей меняются, это можно будет учесть только в следующем плане. Адаптивные кампании состоят из коротких циклов, или итераций. Если после проведения очередной итерации выявляется потребность внести изменения в первоначальный план, это можно сделать сразу.
4. Изучение клиентов вместо статического прогнозирования. Маркетинговые исследования проводятся с установленной периодичностью, обычно — раз в год. Полученные данные могут устаревать и становиться неактуальными уже через несколько месяцев. Как итог — неэффективные кампании. Чтобы избежать этого, agile-маркетинг предлагает постоянно изучать клиента и регулярно проводить аналитику.
5. Гибкое планирование вместо жесткого. Agile-маркетинг не отказывается от планирования полностью. Но составленные в его рамках планы предполагают внесение изменений.
6. Реакции на изменения вместо следования плану. Если произошло изменение, его не нужно игнорировать. К изменениям нужно быть готовым, и при их возникновении обязательно вносить корректировки в первоначальный план.
7. Много маленьких экспериментов вместо одного большого. Лучше провести несколько небольших тестирований — их результаты будут актуальнее, чем у глобального исследования, которое проводится в течение длительного времени.

## Принципы agile-маркетинга[4]
- Важнейшая задача — делать клиента довольным. Для этого необходимы постоянное сопровождение процесса и оперативное устранение ошибок.
- Приветствуйте изменения и планируйте меняться. Готовность быстро реагировать на изменения — это основное конкурентное преимущество.
- Выпускать маркетинговый план нужно часто, в сроки от пары недель до пары месяцев, но чем чаще — тем лучше.
- Хороший маркетинг получается тогда, когда разработчики, продавцы и покупатели приходят к согласию.
- Создавайте маркетинговый план вокруг заинтересованных людей. Дайте им необходимую поддержку и обстановку, чтобы они могли делать свою работу.
- Учитесь, анализируя реакцию клиентов и их отзывы — это самая важная оценка вашего прогресса.
- Agile-маркетинг требует постоянно держать темп, но не забывать про необходимые доработки.
- Не бойтесь ошибиться, просто не повторяйте одну ошибку дважды.
- Постоянное внимание к основам маркетинга и хороший дизайн повышают гибкость.
- Простота — основа всего.

## Внешние ссылки
- http://agilemarketingmanifesto.org